# Marc-Édouard Vlasic
Marc-Édouard Vlasic (kroatisch Marc-Édouard Vlašić; * 30. März 1987 in Montréal, Québec) ist ein kanadischer Eishockeyspieler kroatischer Abstammung, der zuletzt bis zum Ende der Saison 2024/25 bei den San Jose Sharks aus der National Hockey League (NHL) unter Vertrag gestanden und dort auf der Position des Verteidigers gespielt hat. Mit der kanadischen Nationalmannschaft gewann er jeweils die Goldmedaille bei den Olympischen Winterspielen 2014 und beim World Cup of Hockey 2016.

## Karriere
Vlasic begann seine Junioren-Karriere im Jahr 2003 bei den Remparts de Québec in der Quebec Major Junior Hockey League. Nach einem durchwachsenen Rookiejahr und einer etwas stärkeren zweiten Jahr wurde er im NHL Entry Draft 2005 in der zweiten Runde an 35. Stelle von den San Jose Sharks ausgewählt. Im Jahr darauf folgte Vlasics beste Saison im Trikot der Remparts. Mit 73 Punkten in 66 Spielen spielte er eine hervorragende Saison, die mit dem Einzug in die Playoffs belohnt wurde. Schließlich gewann das Team aus Québec City als Gastgeber das Memorial-Cup-Finale, wo Vlasic das spielentscheidende Tor zum Finalsieg erzielte, zudem war er der Verteidiger mit den meisten Punkten in den Playoffs.

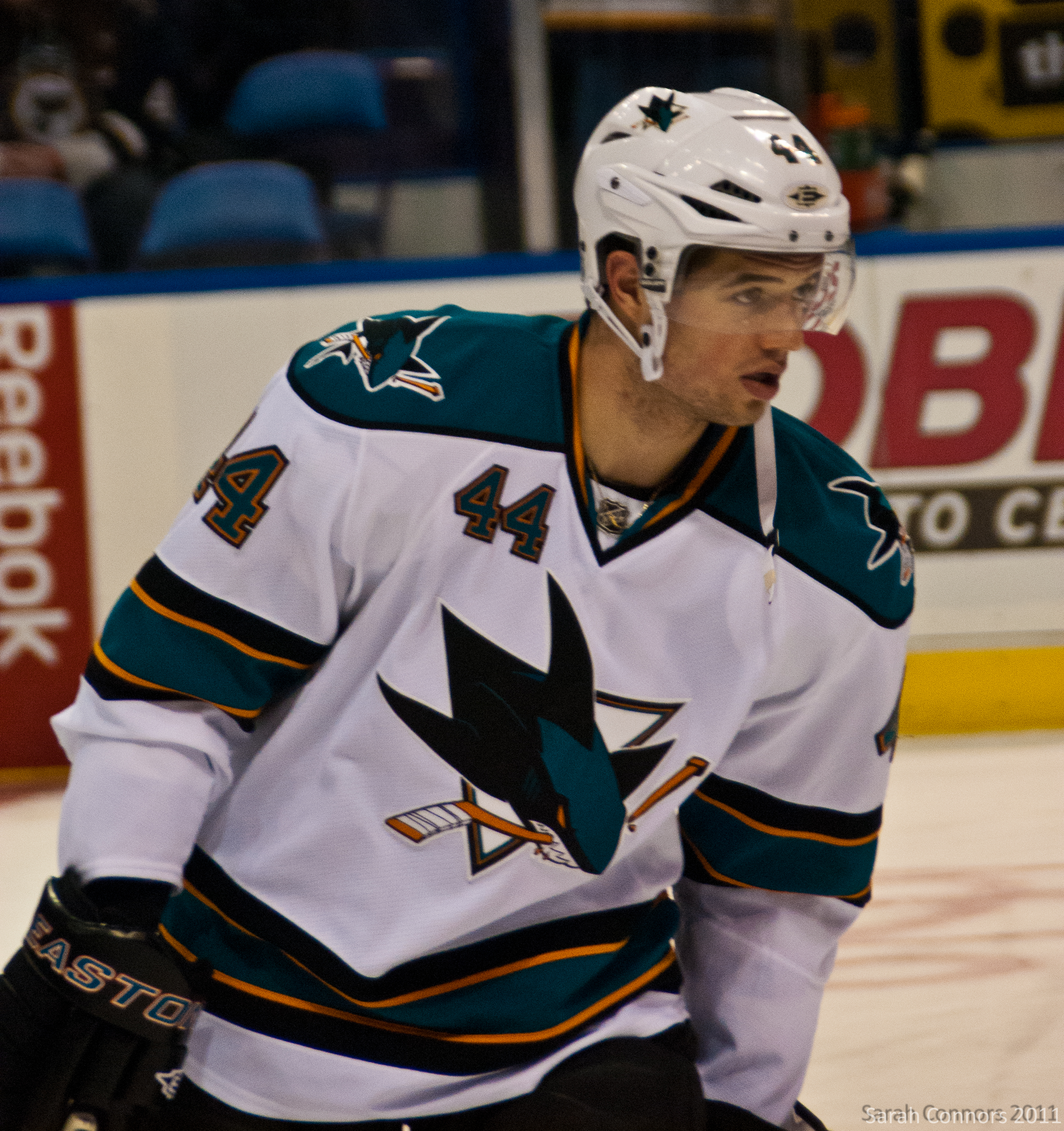
Vlasic im Trikot der San Jose Sharks (2011)

Beim Trainingscamp der San Jose Sharks, im Sommer 2006, überzeugte Vlasic und erkämpfte sich einen Platz im Kader des Teams. Mit über 20 Minuten Eiszeit pro Spiel, den meisten für einen Rookie in der Saison 2006/07, etablierte er sich in seiner ersten NHL-Saison und wurde am Saisonende zum besten Rookiespieler der San Jose Sharks benannt und wurde zudem ins NHL All-Rookie Team gewählt. In der darauffolgenden Spielzeit verbesserte Vlasic sein Spiel in der Defensive deutlich und gehörte zu den konstantesten Verteidigern im Kader. Jedoch war er nicht in der Lage sich auch in der Offensive weiterzuentwickeln, was seine lediglich 14 Scorerpunkte zeigten. Dies änderte sich in der Spielzeit 2008/09 als unter dem neuen Trainer Todd McLellan die stärkere Einbindung der Verteidiger in der Offensive erfolgte. Vlasic stellte an der Seite von Defensivpartner Rob Blake am Ende der Saison neue Bestmarken in den Kategorien Tore, Assists und Punkte auf. Mit seinen 36 Scorerpunkten verbesserte er sich im Vergleich zum Vorjahr deutlich und sein insgesamt 30. Assist im letzten Spiel der regulären Saison führte dazu, dass die Sharks mit Dan Boyle, Rob Blake, Christian Ehrhoff und ihm selbst vier Verteidiger mit 30 oder mehr Torvorbereitungen stellten. Dies war zuvor nur drei anderen Teams in der NHL-Geschichte gelungen.
Im Juli 2017 unterzeichnete Vlasic einen neuen Vertrag in San Jose, der ihm mit Beginn der Saison 2018/19 in den folgenden acht Jahren ein Gesamtgehalt von 56 Millionen US-Dollar einbringen soll. Im Dezember 2019 bestritt er sein insgesamt 1000. Spiel der regulären Saison in der NHL. Nach der Spielzeit 2024/25 wurde Vlasic das letzte Vertragsjahr ausgezahlt und der Vertrag aufgelöst (buy-out). Damit endete Vlasics Vertragsverhältnis mit den Sharks nach 19 Spielzeiten und insgesamt 1475 Partien für das kalifornische Franchise.

### International
Auf internationaler Bühne spielte Vlasic erstmals bei der Weltmeisterschaft 2009 in der Schweiz für die Nationalmannschaft Kanadas, als er nach dem Ausscheiden der San Jose Sharks aus den Playoffs der National Hockey League zum Beginn der Zwischenrunde des Turniers nachnominiert wurde. Insgesamt bestritt er fünf Begegnungen und konnte nach einer Finalniederlage gegen den amtierenden Weltmeister Russland die Silbermedaille gewinnen. 2014 wurde er mit der kanadischen Nationalmannschaft Olympiasieger. Ferner vertrat er sein Heimatland beim World Cup of Hockey 2016 und gewann mit dem Team auch dort die Goldmedaille. Dem folgte der Gewinn der Silbermedaille bei der Weltmeisterschaft 2017.

## Erfolge und Auszeichnungen
- 2006 Memorial-Cup-Gewinn mit den Remparts de Québec
- 2007 NHL All-Rookie Team

### International
- 2009 Silbermedaille bei der Weltmeisterschaft
- 2014 Goldmedaille bei den Olympischen Winterspielen
- 2016 Goldmedaille beim World Cup of Hockey
- 2017 Silbermedaille bei der Weltmeisterschaft

## Karrierestatistik
Stand: Ende der Saison 2024/25

### International
Vertrat Kanada bei:
| - Weltmeisterschaft 2009 - Weltmeisterschaft 2012 - Olympischen Winterspielen 2014 | - World Cup of Hockey 2016 - Weltmeisterschaft 2017 - Weltmeisterschaft 2018 |

(Legende zur Spielerstatistik: Sp oder GP = absolvierte Spiele; T oder G = erzielte Tore; V oder A = erzielte Assists; Pkt oder Pts = erzielte Scorerpunkte; SM oder PIM = erhaltene Strafminuten; +/− = Plus/Minus-Bilanz; PP = erzielte Überzahltore; SH = erzielte Unterzahltore; GW = erzielte Siegtore; 1 Play-downs/Relegation; Kursiv: Statistik nicht vollständig)